# Marne-Yeuse
Marne-Yeuse est un quartier résidentiel situé dans la partie nord-est de la ville de Royan. 
Localisé dans le prolongement du quartier de Maisonfort, il est séparé du quartier de La Robinière, de la zone commerciale Royan 2 et de la réserve naturelle des marais de Pousseau par la rocade Est de Royan et l’échangeur de Belmont. 
Le quartier concentre plusieurs ensembles de logements sociaux ainsi que des lotissements pavillonnaires.

## Historique
Le quartier de Marne-Yeuse est aménagé dans les années de l'immédiat après-guerre afin de reloger au plus vite les personnes sinistrées, nombreuses à avoir perdu leurs logements dans les bombardements qui dévastèrent la ville de Royan au cours de l'hiver et du printemps 1945. Ainsi voient le jour les premières cités pavillonnaires, constituées de structures légères en béton répondant presque toujours au même plan : de plain pied, se limitant généralement à deux ou trois pièces, elles sont également dotées de petits jardins prévus pour servir de potagers, bien utiles en cette période de disette. Ces constructions sont réparties en quatre « cités » : la cité blanche, dite aussi côte 304 (nom de code hérité de l'immédiat après-guerre), la cité de Faupigné, la cité noire et la cité grise. 
Conçus à l'origine pour n'être que des logements provisoires en attendant que soient reconstruits les immeubles du centre-ville, nombre de ces pavillons ont toutefois été conservés, le rapide accroissement de la population au cours des années 1950-1960 faisant craindre des pénuries de logements. En 1959, décision est prise de bâtir une chapelle qui soit à la fois « un lieu de culte et de réconfort » pour les habitants : la chapelle Saint-Jean, modeste structure en béton qui existe toujours aujourd'hui. Elle est alors une succursale de l'église Notre-Dame du Parc (située, comme son nom l'indique, dans le quartier voisin du Parc) et le curé de l'époque, le père Ficot, y dit la messe deux fois par mois. La chapelle est aussi un lieu de réunion, fréquemment utilisé par les habitants du quartier.
Les infrastructures existantes sont complétées par plusieurs immeubles de logements sociaux répartis en plusieurs barres d'habitations conçues pour être « fonctionnelles et à taille humaine » à partir de la fin des années 1960. Celles-ci forment ainsi des îlots perpendiculaires les uns par rapport aux autres, entrecoupés de parkings et de squares. Chacun de ces immeubles compte un sous-sol, quatre niveaux d'habitation répartis en ensembles de vingt-quatre logements répondant presque tous au même plan. Au total, ces sept barres d'habitations concentrent 136 logements. Les résidences « Yeuse » (bâtiments A, B, C et D) sont les premières à sortir de terre à partir de 1965, suivies par les résidences « Marne » (bâtiments E, F, G et H) en 1969. Ces dernières sont rénovées en partie à plusieurs reprises et par étapes. En 1991, un bardage extérieur est posé au dernier niveau des bâtiments (c'est-à-dire au troisième étage) afin d'en améliorer l'isolation. Enfin, les huisseries sont rénovées entre 2006 et 2011.

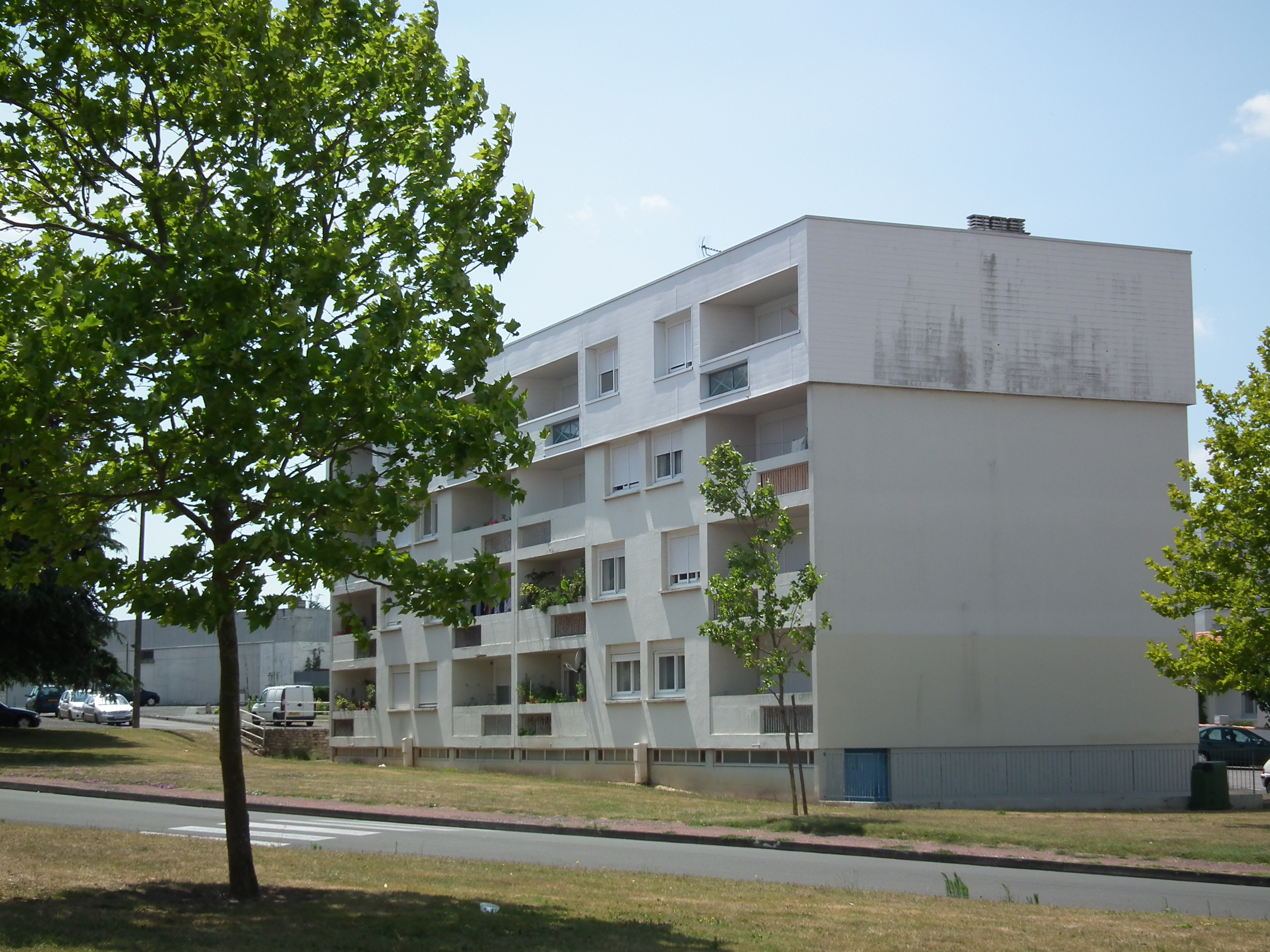
Un des immeubles de la résidence « Yeuse », construit en 1965, avant rénovation.

Un plan de modernisation des quartiers de Marne-Yeuse, Toutvent, Job et la Robinière est mis en place à la fin des années 2000. En 2009, sous la supervision de la Société d'économie mixte immobilière de Saintonge (Semi) et pour un coût total de 4,4 millions d'euros, les pavillons vieillissants de la cité blanche sont détruits afin de laisser la place à des studios modernes dont la conception est confiée à l'architecte Iléana Popéa, qui s'était fait connaître localement en 2005 pour son réaménagement de la place de Verdun d'Étaules, à une dizaine de kilomètres de Royan. Quarante d'entre eux sont en rez-de-chaussée tandis que vingt sont établis sur deux niveaux. Les habitations sont toutes équipées de panneaux solaires, permettant ainsi de réduire les dépenses énergétiques tout en respectant les engagements du Grenelle de l'environnement. Les premiers logements sont mis à la disposition des locataires en décembre 2009. Cette première résidence est ultérieurement baptisée « Pierre Lis », du nom d'un ancien maire de Royan (1979-1983).
La modernisation du quartier se poursuit de plus belle avec la mise en chantier d'une série de nouveaux studios en 2011 et la mise en chantier d'une résidence de trois étages en lieu et place de l'ancienne supérette « Timy », fermée depuis 1995. Plusieurs projets de reconversion de ce bâtiment de 750 mètres carrés avaient été étudiés au début des années 2000, notamment la création d'une épicerie solidaire, mais la municipalité finit par renoncer devant le coût des travaux, estimé à environ 1 million d'euros. L'ancienne supérette est finalement démolie à la fin de l'été 2014. Le nouvel immeuble, dont la première pierre est posée par le député-maire Didier Quentin le 14 octobre 2014, accueille 18 logements HLM à hautes performances énergétiques, l'antenne locale du bailleur social Habitat 17 ainsi que les locaux de la banque alimentaire, transférée depuis le quartier de la Robinière. 

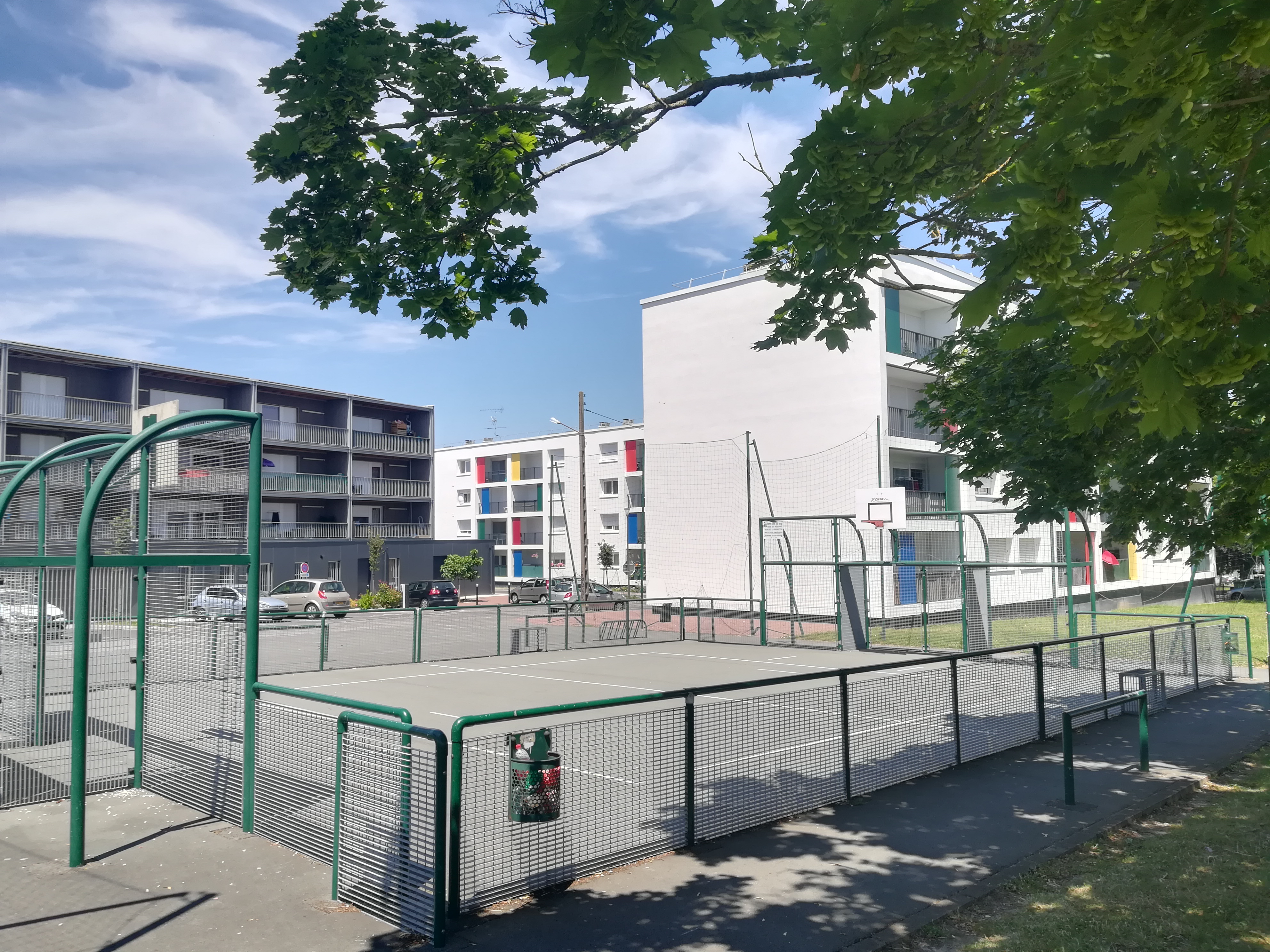
Le city stade en 2018.

La mue du quartier s'est poursuivie en 2015 par la rénovation des 7 barres d'immeubles des résidences « Marne » et « Yeuse », afin notamment de permettre la réalisation d'économies d'énergie pouvant aller dans certains cas jusqu'à 34%, grâce notamment à une meilleure isolation, à la mise en place d'une chaufferie centrale et à la pose de panneaux photovoltaïques.
Dans le cadre du programme de rénovation du quartier, décision est prise de ne pas réhabiliter les deux barres d'immeubles de cinq étages de la « cité Job », situées en bordure des rues Samuel-Besançon et Émile Gaboriau, construites à la fin des années 1960 et considérées comme « trop vétustes ». Tandis que les immeubles laissés vacants n'étaient plus loués depuis plusieurs années, les derniers habitants sont progressivement relogés au cours de la période 2011-2013 avant que ne commence la déconstruction par étapes. Les éléments susceptibles d'être réutilisés sont récupérés au cours d'une première tranche de travaux au début de l'année 2014, avant qu'une entreprise spécialisée n'entame le processus de désamiantage peu avant l'été. Le 15 septembre 2014, les pelleteuses entrent en action et la destruction pure et simple d'un premier immeuble est entamée, suivie du second bâtiment quelques jours plus tard. Les gravats sont récupérés afin d'être recyclés. Le terrain laissé vacant doit être utilisé par le bailleur social Habitat 17 pour construire de nouveaux logements sociaux, dont la forme reste encore à définir.

## Toponymie
Le quartier était autrefois constitué de deux noyaux distincts : Marne et L'Yeuse. Le premier doit son nom au boulevard de la Marne, lui-même baptisé en hommage aux combattants de la bataille de la Marne. Le second est un terme occitan passé en saintongeais : yeuse ou euse désigne localement le chêne vert, espèce endémique dans la région.

## Infrastructures
Le quartier concentre aux abords du rond-point Rhin-et-Danube la plupart des commerces de proximité : supermarché Leader Price, boulangerie-point snack, sandwicherie Subway, restaurants Mc Donald's et Burger King, tout en bénéficiant de la proximité des zones commerciales Royan 2, Concorde et Belmont; la pharmacie est quant à elle située en bordure du boulevard de la Marne. 

Le supermarché Leader Price et la sandwicherie Subway comptent parmi les commerces du quartier.

Le quartier compte sur la présence d'un groupe scolaire (école maternelle et école primaire), d'une crèche-halte-garderie, d'une maison de retraite, d'une salle d'art martiaux et d'une chapelle catholique, la chapelle Saint-Jean. Un centre socio-culturel accueille des services d'entraide à la personne, une bibliothèque de quartier, un centre de loisirs et un club d'informatique. Chaque année au mois de juin, il organise la traditionnelle fête de quartier, où les habitants peuvent se retrouver autour de jeux pour les enfants, concerts et pique-nique. Au printemps 2009 un city stade, aménagé en bordure du boulevard de la Marne, est inauguré.
Les principales infrastructures routières permettant d'accéder au quartier sont l'avenue Louis-Bouchet, qui fait la liaison avec la zone commerciale Royan 2 et le quartier de la Robinière, la rocade Est de Royan, qui se poursuit vers Saint-Georges-de-Didonne, ainsi que le boulevard de la Marne, qui rejoint le centre-ville et la gare intermodale (trains et bus). Les transports en commun de l'agglomération de Royan (Cara'Bus) desservent le quartier (ligne 11 : stations Besançon-Billois, Marne-Yeuse et Marne-Billois). Dans l'optique d'améliorer les échanges entre les communes de l'agglomération et plus généralement du département, une aire de covoiturage est aménagée par le conseil général à partir du mois d'octobre 2014 et est entrée en service au mois de décembre de la même année.

## Pour approfondir